# Лобода Петро Григорович
Петро Григорович Лобода (народ. 25 березня 1949, Одеса) — нумізмат, дослідник стародавньої історії Північного Причорномор'я. Засновник і директор Одеського музею нумізматики з 1999 року. Голова правління Одеського товариства колекціонерів з 1991. Капітан-лейтенант Військово-Морських Сил України.

## Біографія
Спадковий нумізмат і моряк, продовжувач традицій відомої одеської родини Лобода. Закінчив  Одеське морехідне училище Міністерства Морського Флоту , 1969 (технік-механік-універсал), Одеське вище інженерне морське училище, 1975 (інженер-судномеханік) і Одеський інститут інженерів морського флоту, 1988 (інженер-керівник). З 1970 по 1991 працював на судах закордонного плавання Чорноморського Морського Пароплавства — моторист, механік, перший помічник капітана. Учасник бойових дій.
В 1991 році заснував в Одесі нумізматичну галерею «Монетний двір». В 1999 році реорганізував її у перший в Україні музей нумізматики. В тому ж році створив два друкованих органи музею — науково-практичний збірник «Вісник Одеського музею нумізматики» і літературно-історичний журнал «Альманах».
Автор 6 книг і більш ніж 30 наукових статей, присвячених античній нумізматиці Північного Причорномор'я, серед яких: «Царські монети Боспору», «Античні й середньовічні монети Криму, Північно-Східного та Східного Причорномор'я», «Нові матеріали до древньої нумізматиці України» та ін. Доповідач на міжнародних наукових конференціях з нумізматики.
Автор і ведучий популярних культурно-історичних телесеріалів та передач на Одеському телебаченні, присвячених історії античного Північного Причорномор'я та середньовічної Русі-України: «Про що розповіла монета», «Портрети на античних монетах Північного Причорномор'я», «Проекція часу» та ін. Голова піклувальної ради Одеської обласної наукової бібліотеки ім. М. Грушевського. Член піклувальної ради музею «Християнська Одеса». Депутат Одеської міської ради 2 скликань (1994—2002), радник Одеської міської ради з питань культури (2003—2010).

## Нагороди
Медаль «Захиснику Вітчизни» (1999). Лауреат міського конкурсу «Твої імена, Одеса!» (2003). Почесна грамота Верховної Ради України «За особливі заслуги перед українським народом» (2004). Почесна відзнака Одеського міського голови «Знак Пошани» (2009). Почесне звання «Заслужений працівник культури України» (2009). Почесна відзнака Одеського міського голови «Трудова слава» (2011). Почесна відзнака Одеської ради Миру «За гуманізм і миротворчество» (2011). Лауреат галереї почесних благодійників Одещини «Люди щедрих сердець» (2012). Робота Одеського музею нумізматики під керівництвом Лободи П. Г. відзначена численними Почесними грамотами Уряду та Національного банку України, Одеського обласного та міського керівництв. За активну просвітну й гуманітарну діяльність відзначений нагородами Української православної церкви, різних козацьких і громадських організацій. Почесна відзнака Одеського міського голови «За заслуги перед містом» (2019).